# Fru Petersens Café
Fru Petersens Café er et etablissement i Østermarie der blev indviet i 1997.
Bygningen blev tegnet af arkitekt Mathias Bidstrup, opført i 1908 og brugt som kirkeskole. Skolen var den vigtigste af de fire skoler i Østermarie Sogn.
På gavlen over indgangsdøren sidder et relief af Jomfru Maria, som er sognets skytshelgen.
Skolen blev nedlagt i 1967 og blev taget i brug som træningsskole for handicappede børn. Fra skoleåret 1979/1980 blev bygningen anvendt som specialskole for voksne udviklingshæmmede, mens skolen på Sveavej blev anvendt for børnene og unge.
I 1989 blev bygningen permanent loppemarked til fordel for Børns Vilkår.
I 1993 blev den solgt og omdannet til café. Frue Petersens Café åbnede i 1997. Stuerne er indrettet som lærerboligen var i førstelærer Frede Kjøllers tid, som om tiden har stået stille. I stuerne serveres nu frokost og kaffe og kage. I 2010 fik cafeen ny ejer, som viderefører den som dens tidligere ejer.
På østgavlen sidder et vejskilt: Seamus Heaney Stræde. Gangstien om i haven er opkaldt efter den irske nobelprismodtager i litteratur. Han var stolt over ideen, men var syg og bad sin studiekammerat Joe Hayes, der var Irlands ambassadør i Danmark, indvie den.
Pavillonen N for bygningen hedder Stig Fogh Andersens Pavillon. Den er opkaldt efter operasangeren og var ved indvielsen fyldt med sangerinder.

## Galleri
- Tavle
- Seamus Heaney Stræde
- Stig Fogh Andersens Pavillon
- Interiør 2024
- Kirkeskolens Skolebænk
- Køkkenhjørnet